# Van (Türkei)
Van (kurdisch Wan, armenisch Վան Wan, urartäisch Tuschpa) ist die Hauptstadt der gleichnamigen türkischen Provinz Van.
Van liegt in der Region Ostanatolien am Ostufer des Vansees nahe der iranisch-türkischen Grenze. Am Westufer des Sees liegt Van gegenüber die Stadt Tatvan, die über eine Fähre mit Van verbunden ist.

## Demografie

### Stadtentwicklung
Nachfolgende Tabelle gibt Auskunft über die Entwicklung der Einwohnerzahlen von Stadt (Şehir), Kreis (İlçe) und Provinz (İl) Van.
| Jahr    | 2000    | 1990    | 1985    | 1980    | 1975    | 1970    | 1965    | 1960    | 1955    | 1950    | 1945    | 1940    | 1935    | 1927   |
| ------- | ------- | ------- | ------- | ------- | ------- | ------- | ------- | ------- | ------- | ------- | ------- | ------- | ------- | ------ |
| Stadt   | 284.464 | 153.111 | 110.653 | 92.801  | 63.663  | 46.751  | 31.431  | 22.043  | 17.254  | 13.664  | 14.266  | 11.785  | 9.362   | 6.981  |
| Kreis   | 356.494 | 207.870 | 169.602 | 143.865 | 107.774 | 88.254  | 66.104  | 51.445  | 41.916  | 34.710  | 32.606  | 28.186  | 32.348  | 22.548 |
| Provinz | 877.524 | 637.433 | 547.216 | 458.646 | 386.314 | 325.763 | 266.840 | 211.034 | 175.250 | 145.944 | 127.858 | 112.975 | 143.434 | 75.437 |

Im Rahmen der Verwaltungsreform wurde durch das Gesetz 6360 die „Kernstadt“ (also die Provinzhauptstadt vor der Verwaltungsreform) in zwei Stadtbezirke aufgeteilt:
- im Norden Tuşba,
- im Süden İpekyolu.

Die Provinzhauptstadt wurde damit aufgelöst. Der Anteil dieser zwei neu geschaffenen Belediye oder İlçe an der Büyükşehir belediyesi stellt sich so dar:
|                | 2020      | 2019      | 2018      | 2017      | 2016      | 2015      | 2014      | 2013      |
| -------------- | --------- | --------- | --------- | --------- | --------- | --------- | --------- | --------- |
| İpekyolu       | 334.470   | 326.007   | 312.244   | 300.796   | 291.112   | 285.272   | 279.660   | 274.902   |
| Tuşba          | 162.153   | 162.848   | 160.522   | 156.717   | 153.599   | 149.944   | 145.142   | 138.123   |
| Summe          | 496.623   | 488.855   | 472.766   | 457.513   | 444.711   | 435.216   | 424.802   | 413.025   |
| Anteil (in %)  | 43,21     | 43,00     | 42,07     | 41,33     | 40,42     | 39,70     | 39,13     | 38,60     |
| Büyükşehir Van | 1.149.342 | 1.136.757 | 1.123.784 | 1.106.891 | 1.100.190 | 1.096.397 | 1.085.542 | 1.070.113 |

## Geschichte

### Antike und Mittelalter

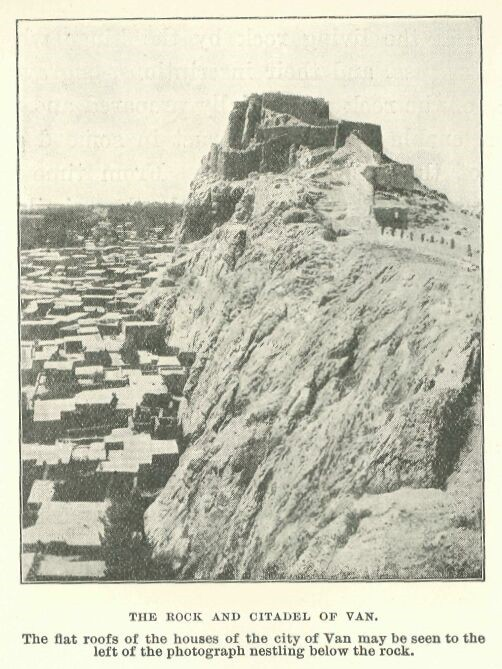
Felsen mit der Burg von Van, 1906. Die flachen Dächer der Häuser schmiegen sich bis an den Felsen

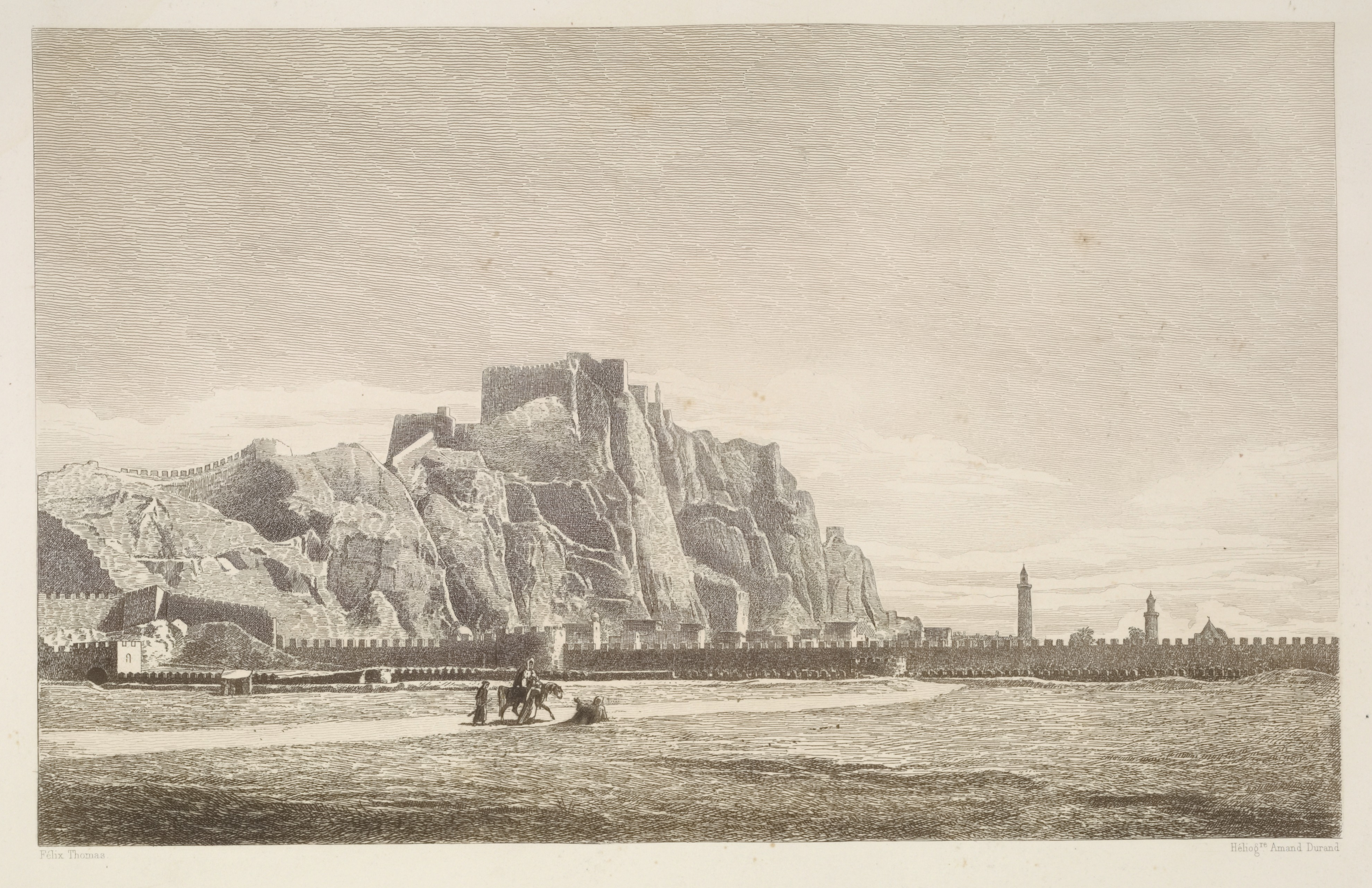
Zeichnung von Van aus dem Jahre 1867

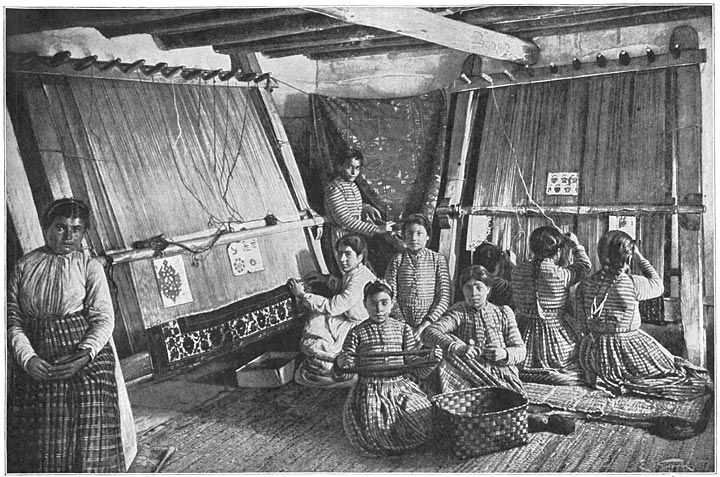
Armenische Weberinnen in Van 1907

Der Siedlungshügel Tilkitepe („Fuchshügel“) nahe der Stadt Van zeigt, dass die Gegend um 5000 v. Chr. schon besiedelt war.
Die Geschichte der Stadt reicht knapp 3000 Jahre zurück. Unter dem Namen Tušpa (der Stadtkern um die Festung) war Van seit dem 9. Jahrhundert v. Chr. die Hauptstadt des Urartäischen Reiches. Nach Kriegen gegen Assyrer, Kimmerer und Skythen ging das Königreich Urartu im 6. Jahrhundert v. Chr. unter.
Von da an teilte Van die Geschichte Armeniens ohne überlieferte lokale Besonderheiten bis zum Ende des 8. nachchristlichen Jahrhunderts. Die urartäische Kultur geriet in Vergessenheit, ihre Gräber galten nun als das Werk riesenhafter Helden. Der mythische armenische König Artaxias soll laut Thomas Artsruni in einer Felsenhöhle gewohnt haben, von der aus er den Vansee überblicken konnte, vermutlich eine solche uratäische Grabanlage. Auch der Heilige Gregorius von Narek (ca. 951–1003), ein bekannter Mystiker aus dem Königreich Vaspurakan nutzte solche Höhlen zum Gebet. Vielleicht verfasste er hier sogar das berühmte Buch der Klagen.
Nach dem Rückzug der muslimischen Araber im 8. Jahrhundert etablierte sich wieder ein unabhängiges armenisches Königreich. Unter dem armenischen König existierten armenische Fürstentümer wie das der Artsruni-Dynastie im Gebiet des Vansees, das sich als Reich Vaspurakan zu Beginn des 9. Jahrhunderts von der Oberherrschaft des armenischen Königs löste. Vaspurakan hatte keine feste Hauptstadt, der König zog von Stadt zu Stadt. Van zählte auch zu diesen Städten. Im Jahr 1021 wurde Vaspurakan von Byzanz annektiert.
Im 11. Jahrhundert fielen die Seldschuken in Anatolien ein und übernahmen die Herrschaft über Van. Vom frühen 12. bis zum frühen 13. Jh. gehörte die Stadt zum Fürstentum der Ahlat-Schahs, danach fiel sie an die Ayyubiden. 1240 eroberten die Mongolen das Gebiet um Van. Im 14. Jahrhundert war Van Teil der Karakoyunlu und später des Timuridenreiches. Im 15. Jahrhundert geriet Van erneut in einen Konflikt zwischen den Reichen der Osmanen und der Safawiden. 1502 wurde Van von den Safawiden erobert.

### Van in osmanischer Zeit

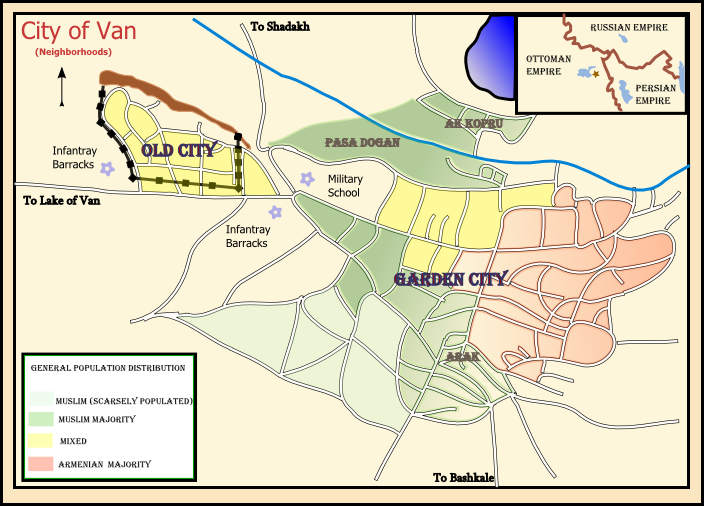
Die Stadt Van im Jahr 1915

Nur 13 Jahre später eroberten die Osmanen die Stadt und verloren sie 1520 wieder an die Safawiden. Am 25. August 1548 konnten die Osmanen die Stadt endgültig erobern. Van wurde erst zu einem Sandschak in der Provinz Erzurum und um 1570 ein eigenständiges osmanisches Eyâlet. 1875 wurde es schließlich zur Hauptstadt des Vilâyets Van, welches damals noch großteils armenisch und assyrisch bevölkert war und zu den sechs armenischen Vilâyets zählte. Im Jahre 1894–1896 kam es zu Massakern an der armenischen Zivilbevölkerung unter dem osmanischen Sultan Abdülhamid II.
Nachdem die osmanische Regierung im zweiten Jahr des Ersten Weltkrieges im April 1915 auch im Umland der Stadt mit dem Völkermord an den Armeniern begann, erhoben sich bei Van armenische Fedajin im Aufstand von Van. Die Kämpfe dauerten vom 19. April bis zum 17. Mai 1915 an, bis sich die osmanische Armee zurückzog, als sich die Armee des Russischen Kaiserreiches näherte und am 21. Mai die Kontrolle der Stadt übernahm. Insgesamt wurden während des Aufstands 55.000 Zivilisten getötet, die meisten von ihnen Armenier.
Die osmanische Regierung nahm später den armenischen Widerstand zum Vorwand für die Deportation der Armenier im gesamten Osmanischen Reich. Der armenische Widerstand der Stadt Van wird daher von Völkermordleugnern trotz des rein defensiven Charakters häufig als zentrales Argument für die Notwendigkeit anti-armenischer Maßnahmen im gesamten osmanischen Reich vorgebracht. Der Beschluss zur Deportation und Vernichtung der Armenier war jedoch bereits vor dem Aufstand gefallen.
Der Osmanischen Armee gelang es, die Stadt im August 1915 wieder einzunehmen, im September desselben Jahres ging sie jedoch abermals an die Russen. Im Zuge der Oktoberrevolution zog sich Russland aus Kleinasien zurück und so kamen Van und andere Städte wieder unter osmanische Herrschaft. Das Osmanische Reich verlor aber den Ersten Weltkrieg und so war im Vertrag von Sèvres die Abtretung weiter Teile des östlichen Territoriums des Reiches an ein unabhängiges Armenien vorgesehen. Diesem Vertrag widersetzte sich die türkische Nationalbewegung unter Kemal Pascha, dem späteren Kemal Atatürk. Ihre Truppen eroberten im Türkischen Befreiungskrieg Van im Jahre 1920 wieder von den Armeniern zurück. Daraufhin kam es zur Ermordung und Vertreibung der armenischen Bevölkerung, was u. a. die drastische Dezimierung der Bevölkerung von 1889 bis 1927 erklärt. Der heutige Grenzverlauf zwischen der Republik Türkei und Armenien wurde völkerrechtlich in den Verträgen von Alexandropol/Gümrü 1920 und Kars 1921 festgelegt. Der Vertrag von Kars wird jedoch bis heute von armenischer Seite nicht anerkannt, da er erst nach der Annexion durch die Sowjetunion unterzeichnet wurde.
Die Altstadt von Van erlitt während der Kämpfe von 1915 schwere Beschädigungen und wurde nach dem Krieg aufgegeben. Das neue Stadtzentrum entstand einige Kilometer östlich der Festung Vans auf dem Gebiet der sogenannten Gartenstadt, der modernen ehemaligen Vorstadt von Van.

### Neuere Ereignisse
1950 wurde Van durch ein Erdbeben beschädigt. Am 23. Oktober 2011 wurde die Stadt erneut von einem heftigen Erdbeben erschüttert, das ca. 1000 Menschen in der Region das Leben kostete.
Am 17. November 2016 teilte das Innenministerium der Türkei mit, dass Bürgermeister Bekir Kaya (DBP) abgesetzt sei und festgenommen wurde; die Stadt werde unter Zwangsverwaltung gestellt.
Auch das Ergebnis der Kommunalwahl 2024 wurde zunächst nicht respektiert und der mit 55 Prozent zum Bürgermeister gewählte Abdullah Zeydan (von der prokurdischen DEM-Partei) rückwirkend von der Wahl ausgeschlossen. Nachdem es in zahlreichen Städten zu Protesten gekommen war, gab die Oberste Wahlbehörde der Türkei dem Einspruch der DEM-Partei statt, und Zeydan konnte das Amt antreten.

## Verkehr

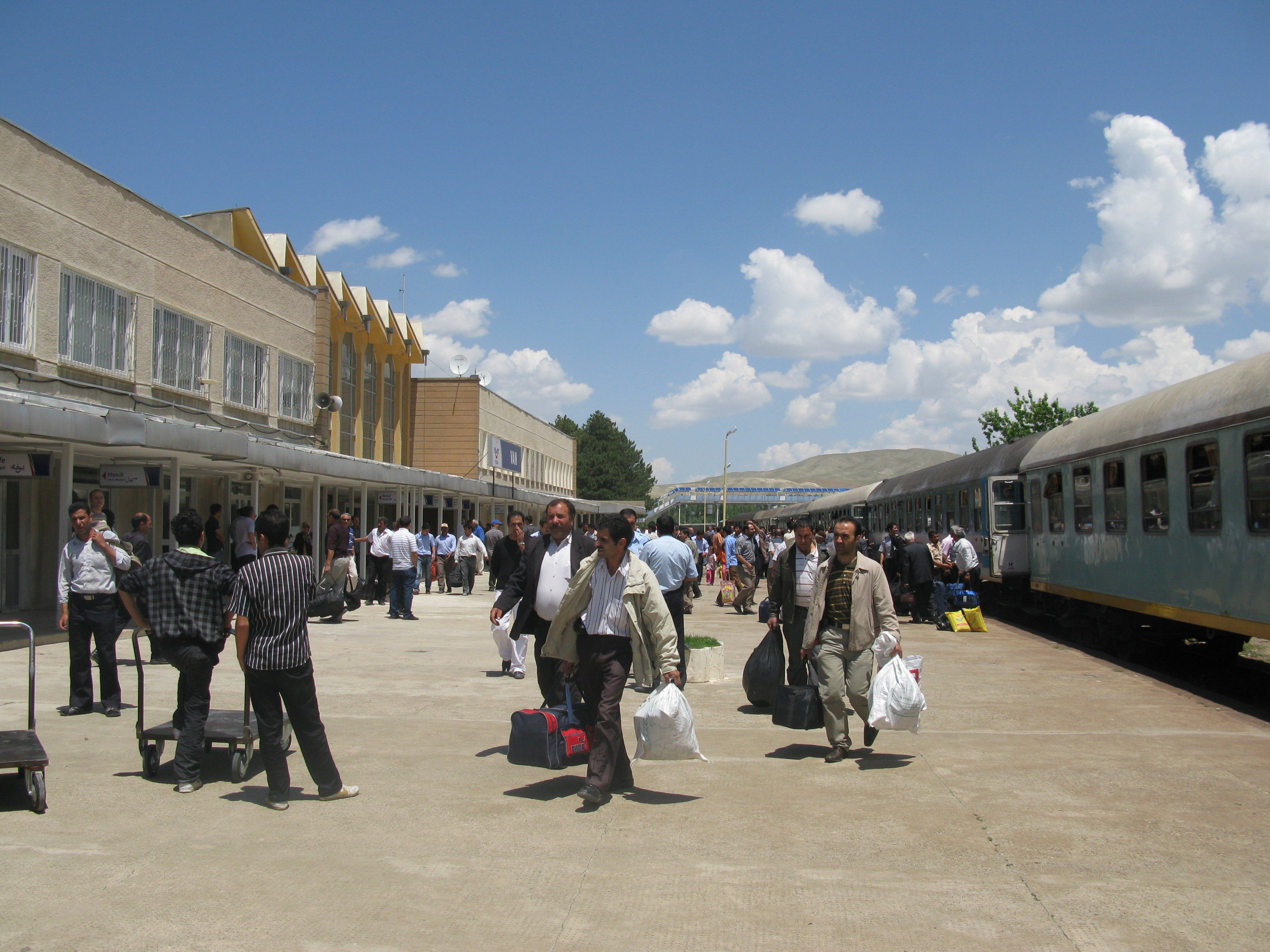
Bahnhof von Van mit iranischem Zug aus Täbris

Van liegt an der Europastraße E99, welche die Türkei mit Aserbaidschan verbindet.
Eine Eisenbahnfähre verbindet die Stadt mit Tatvan am Westufer des Vansees und die Bahnstrecke Van–Täbris startet von Van in den Iran bis Täbris und weiter nach Teheran. Turkish Airlines fliegt den Flughafen Ferit Melen in Van von Istanbul und Ankara aus an.

## Wirtschaft
Traditionell gründet sich die Wirtschaftsstruktur von Van auf der Landwirtschaft. Hier gibt es Betriebe der Fleisch- und Fischindustrie, der Produktion von Wollgarn und weitere Betriebe wie Mehl- und Futtermühlen, eine Molkerei und eine Zuckerfabrik. Holzindustrie, Kunststoffindustrie, eine Zementfabrik und Leder- und Schuhfabriken schaffen Arbeitsplätze im industriellen Bereich.

## Tourismus
Aus touristischer Sicht erwähnenswert ist vor allem die am See gelegene Burg von Van (Van kalesi), in der auch mehrere urartäische Keilschrift-Inschriften aus der Zeit von Sarduri II. zu sehen sind, sowie das Archäologische Museum.
In der näheren Umgebung befindet sich die Insel Akdamar mit einer armenischen Kirche aus dem 10. Jahrhundert. 2007 wurde die Kirche restauriert und als Kulturdenkmal eröffnet. Am 19. September 2010 wurde die Kirche mit einem ersten Gottesdienst seit 95 Jahren wieder geweiht. Die Kirchenkuppel bekam 2010 ein Kreuz.
Sehenswert sind weiterhin die Ruinen der urartäischen Festung Šarduriḫinili  und die Festung von Hoşap sowie Badestellen am Ufer des Vansees.
Hrant Dink erklärte, dass Van das Paris des Ostens hätte werden können, wenn es nicht zum Völkermord an den Armeniern gekommen wäre.

## Klimatabelle
|                        | Jan  | Feb  | Mär  | Apr  | Mai  | Jun  | Jul  | Aug  | Sep  | Okt  | Nov  | Dez  |   |       |
| Mittl. Temperatur (°C) | −3,1 | −2,4 | 1,9  | 8,1  | 13,2 | 18,6 | 22,5 | 22,1 | 17,5 | 11,2 | 4,4  | −0,4 | ⌀ | 9,5   |
| Mittl. Tagesmax. (°C)  | 2,2  | 2,8  | 6,8  | 12,9 | 18,2 | 23,9 | 28,0 | 28,1 | 24,1 | 17,3 | 10,0 | 4,7  | ⌀ | 15    |
| Mittl. Tagesmin. (°C)  | −7,0 | −6,3 | −2,1 | 3,3  | 7,6  | 11,7 | 15,5 | 15,4 | 11,5 | 6,4  | 0,6  | −4,0 | ⌀ | 4,4   |
|                        |      |      |      |      |      |      |      |      |      |      |      |      |   |       |
| Niederschlag (mm)      | 32,4 | 31,9 | 48,9 | 53,2 | 48,3 | 17,9 | 6,2  | 4,2  | 14,0 | 43,0 | 52,1 | 41,7 | Σ | 393,8 |
|                        |      |      |      |      |      |      |      |      |      |      |      |      |   |       |
| Sonnenstunden (h/d)    | 4,7  | 5,4  | 6,2  | 7,3  | 9,3  | 11,6 | 12,0 | 11,6 | 10,2 | 7,4  | 5,6  | 4,3  | ⌀ | 8     |
|                        |      |      |      |      |      |      |      |      |      |      |      |      |   |       |
| Regentage (d)          | 10,3 | 10,3 | 12,5 | 12,6 | 11,8 | 5,5  | 2,3  | 1,6  | 2,3  | 8,6  | 9,6  | 10,3 | Σ | 97,7  |
|                        |      |      |      |      |      |      |      |      |      |      |      |      |   |       |
| Luftfeuchtigkeit (%)   | 70   | 70   | 70   | 64   | 57   | 51   | 44   | 41   | 44   | 59   | 67   | 69   | ⌀ | 58,8  |

| −7,0 |

| −6,3 |

| −2,1 |

| 3,3 |

| 7,6 |

| 11,7 |

| 15,5 |

| 15,4 |

| 11,5 |

| 6,4 |

| 0,6 |

| −4,0 |

| −7,0 |

| −6,3 |

| −2,1 |

| 3,3 |

| 7,6 |

| 11,7 |

| 15,5 |

| 15,4 |

| 11,5 |

| 6,4 |

| 0,6 |

| −4,0 |

## Galerie

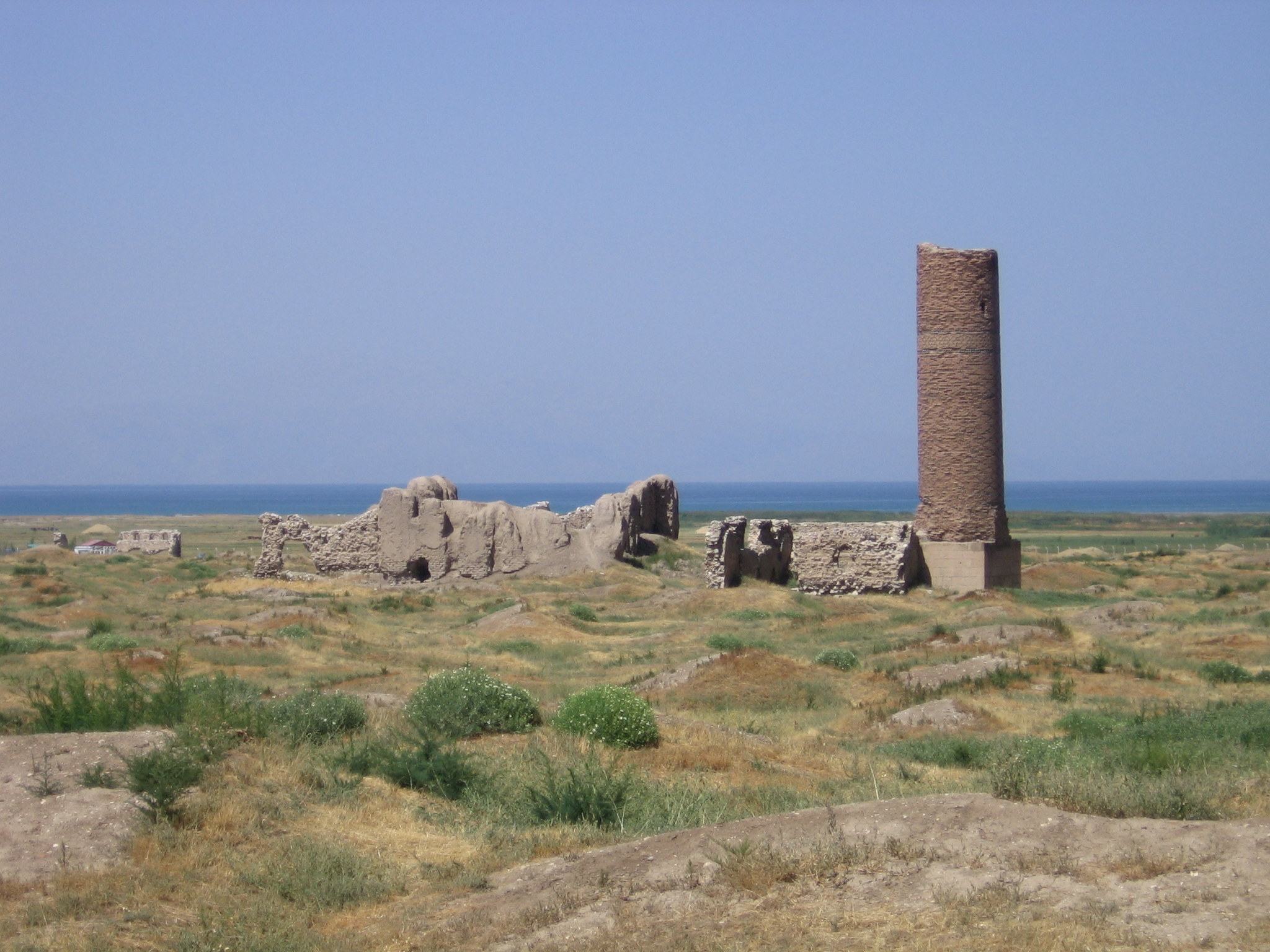
Die Ruinen der Altstadt
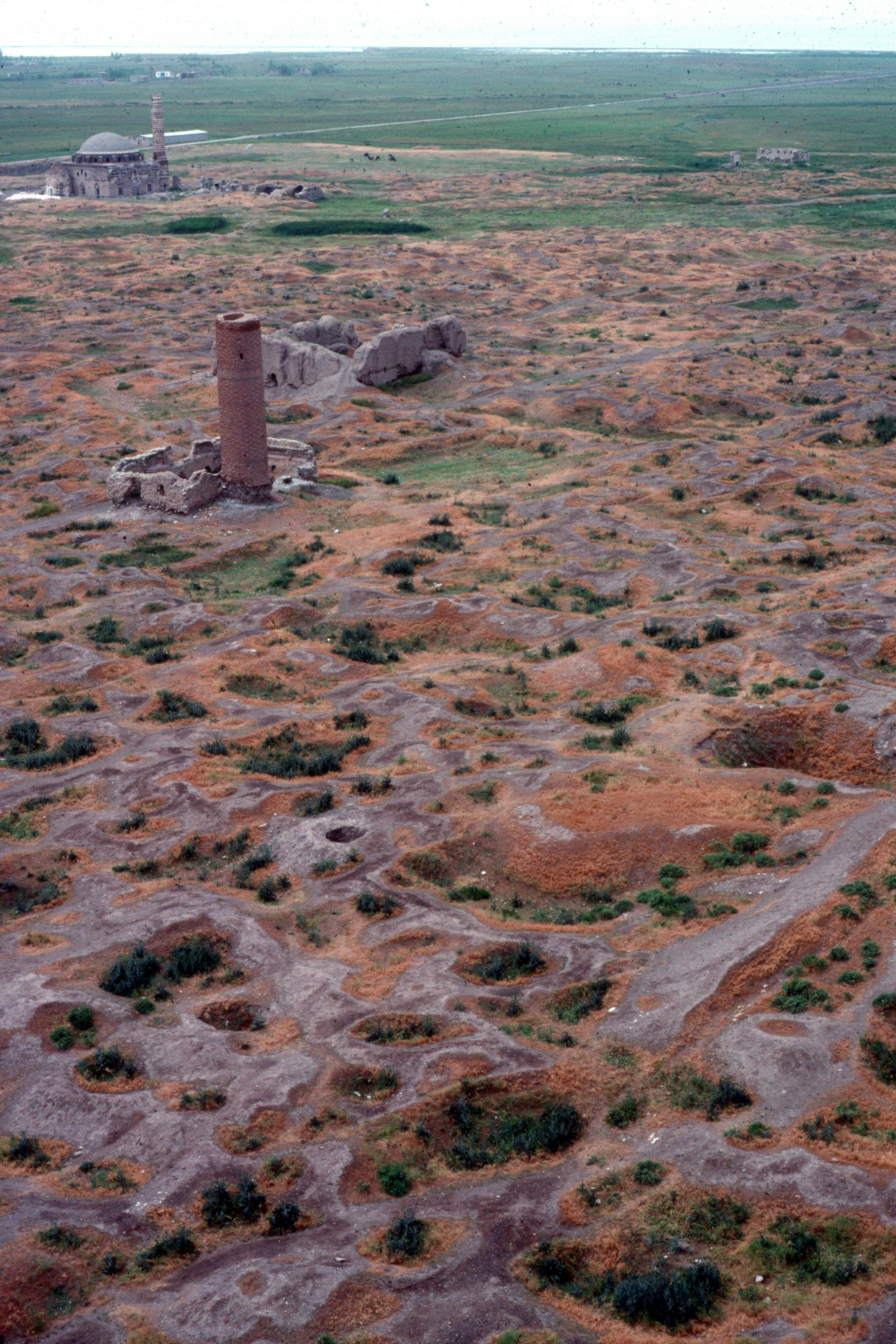
Ruinen der Altstadt
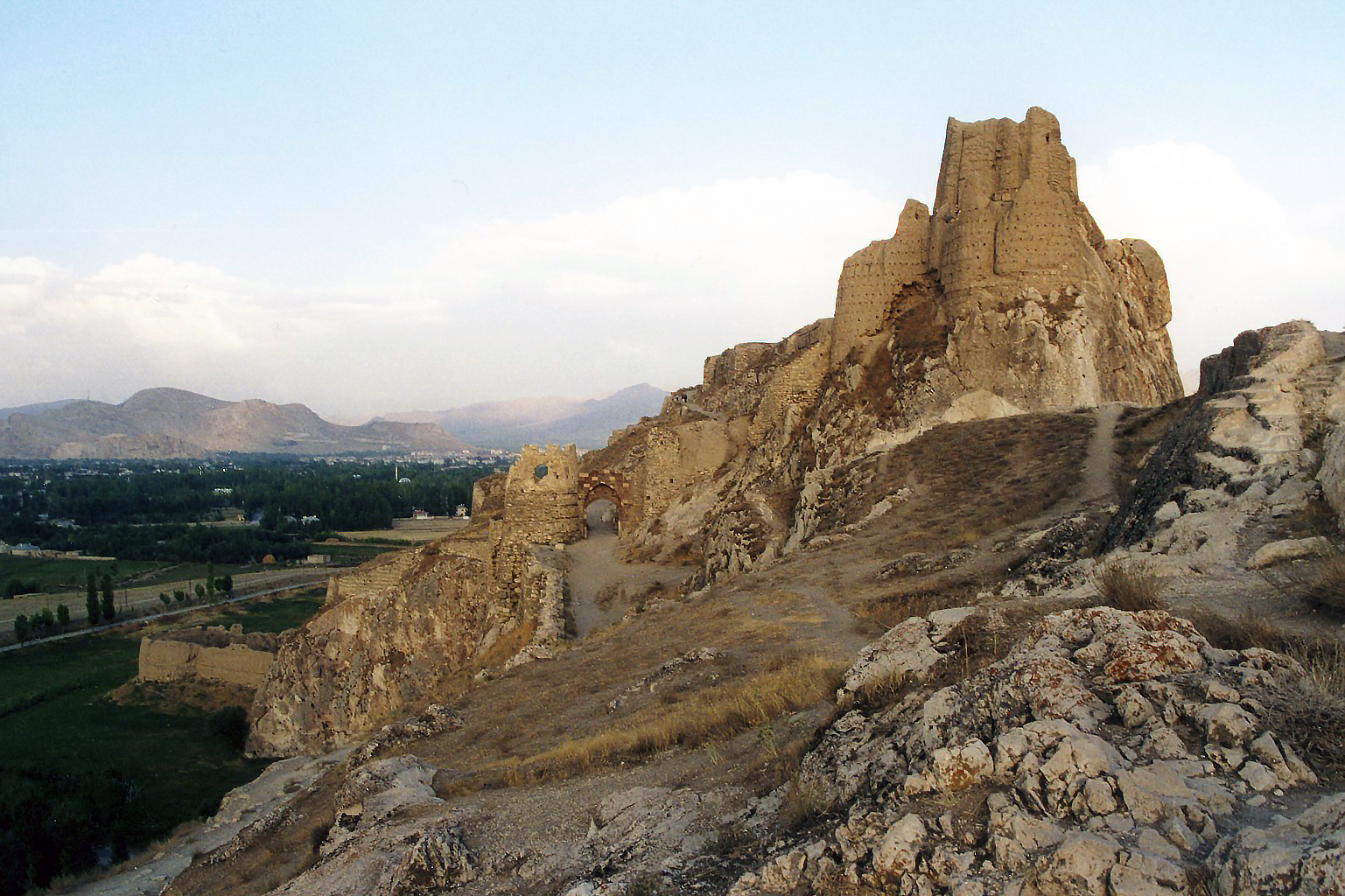
Van kalesi, die Burg von Van
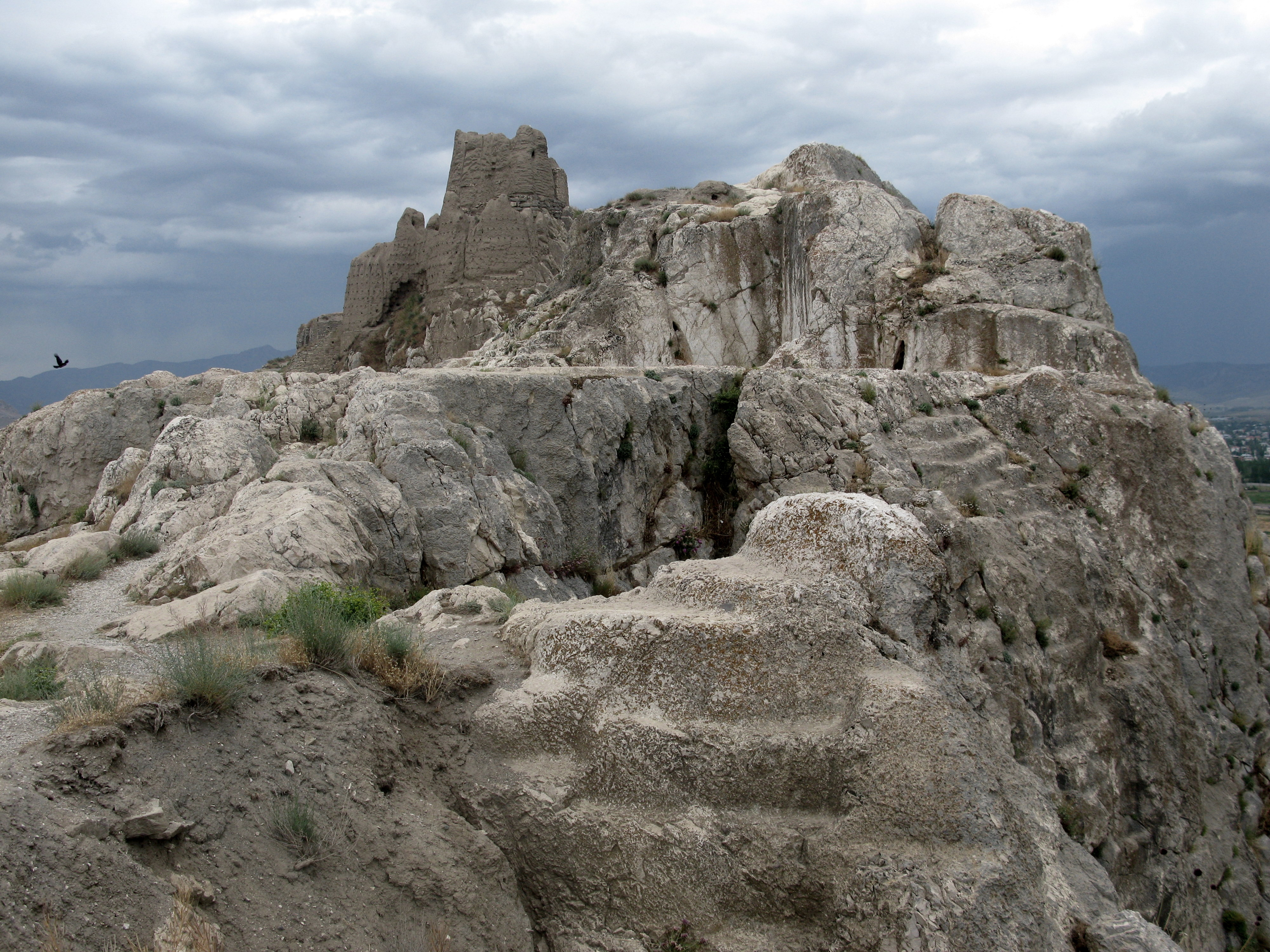
Burgberg von Van
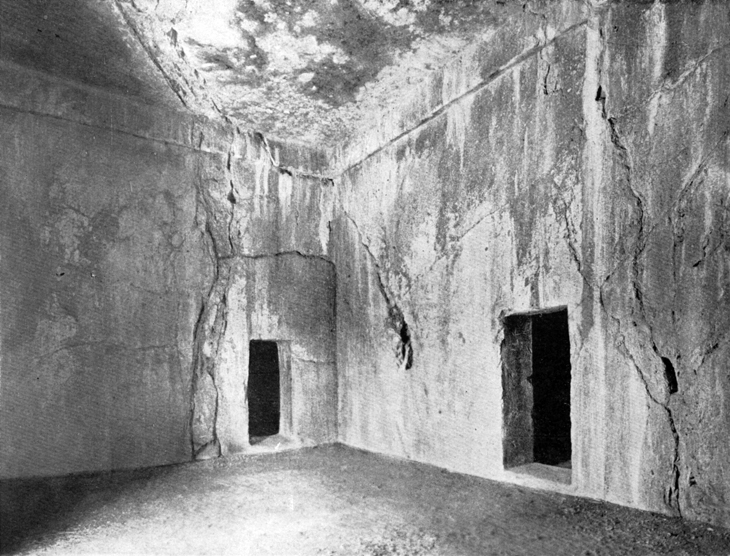
Teil der Burg. Foto von 1916
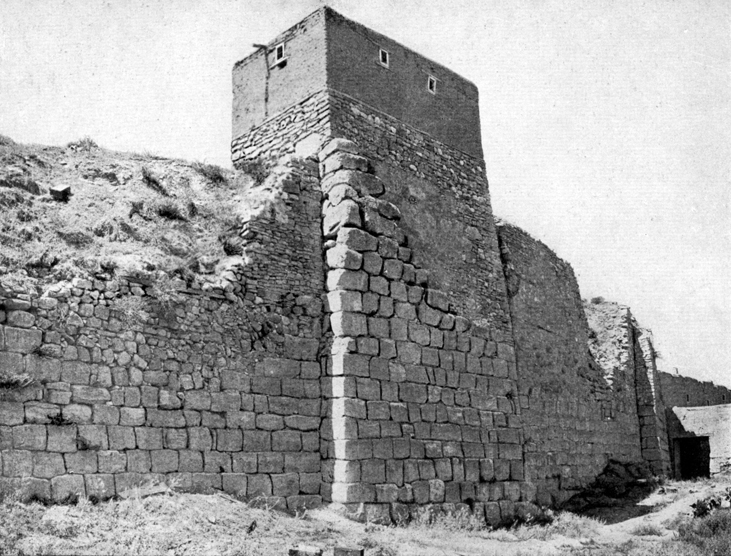
Teil der Burg. Foto von 1916

## Städtepartnerschaften
- Sulaimaniyya (Irak)
- Odessa (Ukraine)

Projektpartnerschaft:
- Karlsruhe (Deutschland)

## Persönlichkeiten
- Gregor von Narek (951–1003), armenischer Mystiker
- Mkrtitsch Chrimjan (1820–1907), armenischer Kirchenführer
- Harutiun Jangülian (1855–1915), armenischer Politiker und Völkermordopfer
- Panos Terlemezyan (1865–1941), armenisch-sowjetischer Maler
- Ferit Melen (1906–1988), türkischer Politiker und ehemaliger Ministerpräsident der Türkei
- Ruhi Su (1912–1985), türkischer Opern- und Volkssänger
- Murat Berge (* 1982), Fußballspieler
- Ömer Amaçtan (* 2001), Langstreckenläufer